# Пиньял-Интериор-Сул
Субрегион Пиньял-Интериор-Сул (порт. Pinhal Interior Sul) — экономико-статистический субрегион в центральной Португалии.
Входит в состав Центрального региона.
Включает в себя часть округа Каштелу-Бранку и один муниципалитет округа Сантарен.
Территория — 1903 км². Население — 44 803 человека. Плотность населения — 23,5 чел./км².

## География
Субрегион граничит:
- на севере — субрегионы Пиньял-Интериор-Норте и Кова-да-Бейра
- на востоке — субрегион Бейра-Интериор-Сул
- на юге — субрегион Алту-Алентежу
- на западе — субрегион Медиу-Тежу

## Муниципалитеты
Субрегион включает в себя 5 муниципалитетов:

### Муниципалитеты округа Каштелу-Бранку
- Вила-де-Рей
- Олейруш
- Проенса-а-Нова
- Сертан

### Муниципалитеты округа Сантарен
- Масан